# Hetyei templomrom
A hetyei templomrom, közismert nevén Törökhagyás a Somogy vármegyei Ádánd község középkori műemléke.

## Elhelyezkedés
A rom Ádánd külterületén, egy szántóföld közepén áll. A falut kelet (Szabadhídvég) irányában elhagyva dél felé, a szőlőhegy utcáján is közel lehet jutni hozzá, ám ekkor át kell kelni a Potoli-vízfolyáson. A szőlőhegyi úttól 800 méterre keletre egy másik földút is indul dél–délkeleti irányba, ezen haladva is el lehet jutni a rom közelébe. Mindkét esetben át kell vágni a szántóföldön is, mivel közvetlenül a templomhoz nem vezet út.

## Története
Hetye falu már a 11. században létezett, 1327-ből már András nevű papjáról is van említés. Egy 1343-as feljegyzés arról tanúskodik, hogy az itteni templom védőszentje Szent János, 1427-ből pedig arról van adat, hogy plébánosát Miklósnak hívták. A török megszállás alatt a település elnéptelenedett.
A templom megmaradt romjainál 1888-ban Szabó István régész végzett ásatásokat, a megtalált leletek (néhány csat, edény, kés, patkó, valamint egy kis méretű ezüstérem) a Magyar Nemzeti Múzeum gyűjteményét gyarapítják. A későbbi, „rabló” jellegű ásatások és a romot övező szántóföldön zajló mezőgazdasági munkák, valamint a támfalak tégláinak elhordása miatt a 2010-es évek elejére a műemléket már az összedőlés veszélye fenyegette. 2015-ben a megyei örökségvédelmi szakemberek és a kaposvári múzeum segítségével állagmegóvási célból tereprendezést végeztek a templom körül, a gödröket betemették, és kifelé lejtő rézsűt építettek ki, hogy a csapadékvíz ne gyűljön össze az építmény aljánál.

## Az épület
A templomból csak téglából épült tornya és az ahhoz csatlakozó fal csekély maradványa látszik. A torony első két szintje a romanika jegyeit mutatja,
harmadik, felső szintje már gótikus. Az alsó szintek ikerablakait befalazták, a nyugati oldalán egy félköríves záródású ablak látható, amely felett hangrés helyezkedik el. A felső szint ablakai kőkeretesek. A keleti falon az egykori karzat boltozatának íve fedezhető fel, az egyik oldalon pedig egy rézsűs fedésű támpillér maradványa látszik. A templom körül egykor temető volt.